# Цміни
Цміни́ — село в Україні, у Маневицькій селищній громаді Камінь-Каширського району Волинської області. Населення становить 945 осіб.

## Історія
Наприкінці ХІХ ст. було в селі 100 домів і 720 жителів. У різні часи Цміни належали Радзивіллам, Валенським, гр. Толстому
Під час Першої світової війни з 1915 р. село перебувало в австрійській окупації. На п'ятий день Брусиловського прориву 26 травня (8 червня) 1916 р. 100-а дивізія 46-го корпусу російської армії оволоділа Цмінами, Хряськом і висотою північніше Чорторийська, полонивши близько 1000 австрійців.
19 липня 2020 року, в результаті адміністративно-територіальної реформи та ліквідації  Маневицького району, село увійшло до складу новоутвореного Камінь-Каширського району.

## Населення
Згідно з переписом УРСР 1989 року чисельність наявного населення села становила 991 особа, з яких 466 чоловіків та 525 жінок.
За переписом населення України 2001 року в селі мешкало 945 осіб.

### Мова
Розподіл населення за рідною мовою за даними перепису 2001 року:
| Мова       | Відсоток |
| ---------- | -------- |
| українська | 99,05 %  |
| російська  | 0,74 %   |
| угорська   | 0,21 %   |

## Відомі люди
Приходько Володимир Володимирович — солдат 51-ї окремої механізованої бригади (Володимир-Волинський). Загинув у бою за Іловайськ (Донецька область).

## Галерея

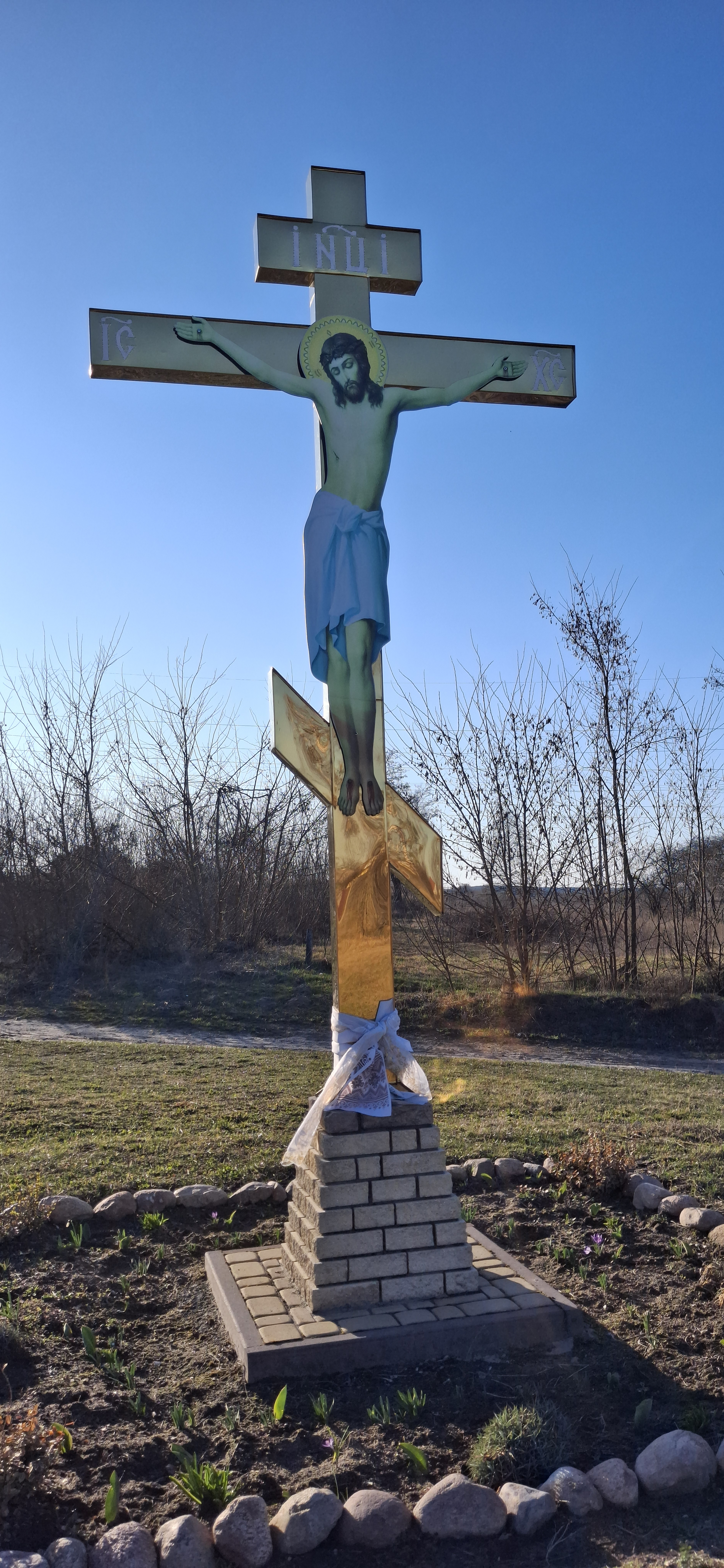
Православний хрест у селі